# Bollywood dans les Alpes
Pour plus de détails, voir Fiche technique et Distribution.
Bollywood dans les Alpes (titre original : Bollywood lässt Alpen glühen, "Bollywood enflamme les Alpes") est un téléfilm austro-allemand réalisé par Holger Haase (de), diffusé en 2011.

## Synopsis
Franziska travaille dans la production de cinéma à Vienne et doit trouver le bon lieu de tournage pour une équipe de Bollywood. Comme elle n'aime pas les destinations touristiques des Alpes et que son patron est quelque peu énervé qu'elle ne trouve rien, elle ne voit pas d'autre solution que de proposer Sainte-Marie, son village natal, où elle ne veut absolument pas retourner, mais l'équipe accepte immédiatement. Autant il était facile de motiver l'équipe de tournage, autant il va être bien plus ardu de faire participer les habitants de Sainte-Marie que Franziska n'a pas vus depuis de nombreuses années.
À Sainte-Marie, l'ambiance entre Franziska est tendue avec le maire qui est son père, un homme plein d'amertume, avec sa sœur Vroni qui demeure froide. Leur mère est morte il y a longtemps et Vroni reproche à Franziska d'être partie en ville sans se retourner. Les habitants sont contents de revoir Franziska, la petite fille dans les fleurs devenue une femme.
Lorsqu'elle tente de convaincre son père de l'aider pour le tournage, il ne se montre pas enthousiaste, mais elle fait une réunion auprès des habitants dans le bar du village. Elle promet un bon retour économique et un nouvel essor au village qui est déserté depuis des années. Après des commentaires sarcastiques, elle raconte l'histoire supposée de la petite fille dans les fleurs et met les gens de son côté.
Le tournage commence, un groupe costumé est demandé. Peu de temps avant la scène, le meneur du groupe, Bruno, refuse de participer. Autrefois Bruno et Franziska formaient le couple idéal, mais elle est partie, en lui laissant le cœur brisé. Il refuse de l'écouter, l'amie hollandaise de Bruno l'aide, mais le groupe de Schuhplattler est chafouin. Ils dansent n'importe comment lorsque l'on passe de la musique indienne.
Mais peu à peu l'amitié se fait entre l'équipe indienne et les habitants de Sainte-Marie. Seule Vroni garde une rancœur. Elle va à l'enclos des lamas que les Indiens ont amenés pour le tournage et ouvre la porte. C'est la panique lorsque les animaux sont en liberté. On les ramène tous, sauf un qui s'est perdu dans les montagnes. Bruno et Franziska partent le chercher ensemble. Franziska est rapidement à bout de souffle et s'allume une cigarette, Bruno est horripilé et lui demande si elle fait du fitness en ville. Elle répond oui, mais l'air est trop clair pour respirer. Ils repartent, mais Bruno voit le lama en premier, tente de sauter pour l'attraper, il revient seul tandis qu'elle préfère l'attendre. Elle ramasse quelques bleuets et se souvient de son enfance lorsqu'ils cueillaient des myrtilles et s'étaient promis de se marier quand ils seraient grands. Bruno revient avec le lama, elle lui offre le bouquet de fleurs qu'il accepte, ils se mettent à rire.
De retour à l'enclos, il lui demande si elle a trouvé en ville ce qu'elle recherchait. Elle lui explique qu'entre les gens qui habitent la campagne et ceux qui habitent la ville, il n'y a pas de différence. Bruno lui demande ensuite pourquoi elle est partie, mais elle ne dit rien et s'en va.
La bonne humeur est toujours présente, on a même reconstitué l'orchestre du village. Bruno danse avec son amie néerlandaise, Franziska avec Amit, la star de la télévision indienne, et son père avec une Indienne. Bruno et Franziska s'accrochent à leurs partenaires pour rendre l'autre jaloux. Amit raccompagne Franziska chez elle. Il a une bonne image du village et aimerait vivre ici. Franziska lui dit que lorsqu'elle était enfant, les autres ne lui permettaient pas un autre choix de vie que de se marier à l'église et avoir des enfants, et c'est pourquoi elle déteste ce village. Il lui répond qu'on ne choisit pas ses origines, mais quand on se rend compte que l'on porte son pays d'enfance dans son cœur, on peut être heureux. Elle se souvient quand elle est partie de Sainte-Marie à 18 ans. Il se met à pleuvoir, Bruno retrouve Franziska. Il lui avoue son amour et la demande en mariage, elle lui répond qu'elle ne l'aime pas et s'enfuit en prenant le bus pour Vienne.
Le lendemain, Franziska doit montrer à Amit le décor romantique dans les montagnes où la scène d'amour doit être tournée. Amit, euphorisé par le lieu, son rôle d'agent secret, se penche vers elle. Bruno qui observe tout avec des jumelles, se laisse gagner par la colère et abandonne son amie néerlandaise avec laquelle ils étaient partis faire un pique-nique. Franziska se dérobe de l'étreinte d'Amit.
La prochaine scène qui doit être tournée réunit les Indiens et le groupe de schuhplattler. Amit et Bruno se retrouvent ensemble, se jettent des œillades haineuses et finissent par se bagarrer. Franziska reçoit un appel de son patron qui est très mécontent de ce qui vient d'arriver et a décidé d'arrêter le tournage. Lorsque la nouvelle se répand, tout le monde se détourne d'elle. Elle se réfugie chez son père et parlent ensemble. Lorsqu'ils en viennent à la dispute, Franziska qualifie Bruno de "brute", son père lui explique que Bruno est toujours amoureux d'elle et venait souvent lui demander de ses nouvelles. Il lui explique aussi que sa mère aussi voulait quitter Sainte-Marie, mais qu'elle est restée pour lui et ses enfants. Il pense qu'elle serait fière d'elle. Ils se prennent dans leurs bras.
Quand Franziska revient vers Bruno, elle voit son amie néerlandaise sortir de chez lui en colère avec une valise et s'en va en l'insultant dans sa langue. Franziska et Bruno s'assoient sur un banc et discutent. Elle lui rapporte ce que son père lui a dit. Pour lui, cela n'a pas plus de sens que cela. Elle l'embrasse.
De son côté, le père de Franziska embrasse l'Indienne qui reste à dîner et pour passer la nuit.
Vroni vient le lendemain dans la boulangerie acheter deux gâteaux pour elle et son père. Mais le boulanger lui explique qu'il n'a plus que du pain sans levain, car il a travaillé pour les Indiens. Elle se met en rage. Avec l'aide d'un voisin, elle se rend près de la ferme de Bruno et vole dans son hangar deux bâtons d'explosif. Bruno et Franziska se réveillent et constatent que la porte du hangar est ouverte. Ils comprennent qu'il s'agit de Vroni et que cela est de mauvais augure.
Aujourd'hui, les Indiens doivent tourner la scène d'amour. Le couple est convaincu que Vroni va s'en prendre à eux. Mais ils arrivent avec du retard. Pour la rattraper, ils doivent escalader l'Edelweißwand, une paroi rocheuse escarpée. Durant l'ascension, Bruno demande à Franziska si elle veut l'épouser, mais elle manque de glisser et répond qu'ils en parleront plus tard. Franziska parvient à rattraper Vroni et demande à parler avec elle. Vroni répond qu'elle voulait juste faire peur aux Indiens. Elle lui demande aussi si elle se souvient du temps où elles ramassaient des fleurs, se met à pleurer en tombant dans les bras de sa sœur. Mais un tic-tac se fait entendre, la mèche s'enflamme. Elles ne peuvent s'écarter de la bombe. Il y a une forte détonation et un nuage noir, mais les sœurs sont saines et sauves. Bruno retrouve Franziska inanimée le long du sol et est désespéré. Mais l'équipe du film lui explique qu'il ne s'agit d'effets spéciaux. Bruno demande de nouveau Franziska en mariage. Elle dit oui, à condition qu'elle le suive en ville la semaine.
Le tournage se termine, le patron de Franziska est venu à Sainte-Marie, les Indiens et le groupe folklorique dansent. Le patron fait la réflexion qu'ils ne peuvent danser ensemble, Franziska lui parie le contraire. On entend alors une musique qui mélange les musiques autrichiennes et indiennes (bande sonore de la scène finale).

## Fiche technique
- Titre : Bollywood dans les Alpes
- Titre original : Bollywood lässt Alpen glühen
- Réalisation : Holger Haase (de), assisté de René Bosman
- Scénario : Marc Terjung (de)
- Musique : Christian Kolonovits, Andy Groll
- Direction artistique : Nikolai Ritter
- Costumes : Christoph Birkner
- Photographie : Uwe Schäfer
- Son : Walter Fiklocki
- Montage : Marco Baumhof (de)
- Production : Markus Brunnemann, Wolfgang Rest (de)
- Sociétés de production : FILM27 Multimedia Produktions, Phoenix Film (de)
- Société de distribution : ÖRF (Autriche), Sat.1 (Allemagne)
- Pays d'origine :  Allemagne,  Autriche
- Langue : allemand
- Format : Couleurs - Dolby
- Genre : Comédie romantique
- Durée : 90 minutes
- Dates de première diffusion :
  -  Autriche : 4 février 2011 sur ÖRF
  -  Allemagne : 8 février 2011 sur Sat.1
  -  France : 29 février 2012 sur M6[1]

## Distribution
- Alexandra Neldel (VF : Adeline Moreau) : Franziska
- Andreas Kiendl : Bruno
- Wolfram Berger (VF : Michel Laroussi) : Hias
- Omar El-Saeidi (de) (VF : Jérémy Bardeau) : Amit
- Stefanie Frischeis (de) : Vroni
- Thomas Heinze (de) (VF : Vincent Ropion) : Sternheim
- Daniel Keberle (VF : Tristan Petitgirard) : Alois
- Michael Kessler (de) : Père Simon
- Brigitte Kren : Traudl
- Shany Mathew : Shirin
- Erika Mottl (de) : Marianne
- Murali Perumal (VF : Jonathan Amram) : Harish
- Sigrid Spörk (de) (VF : Delphine Braillon) : Bernadette

## Source de la traduction
- (de) Cet article est partiellement ou en totalité issu de l’article de Wikipédia en allemand intitulé « Bollywood lässt Alpen glühen » (voir la liste des auteurs).